# Hottwil
Hottwil es una antigua comuna suiza del cantón de Argovia, situada en el distrito de Brugg, actualmente situada en la comuna de Mattauertal en el distrito de Laufenburgo. Limitaba al norte con la comuna de Wil, al este con Mandach, al sureste con Villigen, al sur con Remigen, y al oeste con Gansingen.
El 1 de enero de 2010 entró en vigor la fusión de las antiguas comunas de Etzgen, Hottwil, Mettau, Oberhofen y Wil en la nueva comuna de Mettauertal. La fusión implicó el cambio de distrito de la antigua comuna de Hottwil, la única situada en el distrito de Brugg.